# Ballet de Monterrey
El Ballet de Monterrey es una compañía de danza clásica fundada en 1990 por Yolanda Santos de Hoyos en Monterrey, que tiene un amplio repertorio de piezas clásicas, neoclásicas y contemporáneas dirigidas por coreógrafos de renombre internacional. La compañía cuenta además con un Comité de Gala y un Club de Ballet. Por su carácter de promotor y difusor del talento nacional, se ha presentado en escenarios alrededor del mundo como: Nueva York, Washington, Vail, Laredo, Andorra, Barcelona, Manresa y Madrid, entre otros.
Ofrece presentaciones en cuatro temporadas anuales (familiar, primavera, otoño e invierno), una labor didáctica para niños y jóvenes, e intensas giras nacionales que incluyen presentaciones en eventos de relevancia internacional como el Festival Internacional Cervantino.

## Historia
Sus orígenes de remontan a 1990 cuando la fundadora, la Sra. Yolanda Santos de Hoyos, junto con un grupo de emprendedores y un Patronato integrado por miembros de la industria, se dieron a la tarea de desarrollar este proyecto social con el fin de promover la cultura y la expresión artística en México. El Ballet de Monterrey inició oficialmente sus actividades el 4 de septiembre de 1990 bajo la dirección artística de Ann Marie D'Angelo, coreógrafa estadounidense que introdujo obras como Mademoiselle de M, Le Papillon y El Cascanueces; y que por sus contribuciones, recibió el premio Margot Fonteyn al Logro Artístico Especial.
Para su 25 aniversario, la compañía ha programado en sus diferentes temporadas la presentación de Giselle, Romeo y Julieta, La Bella Durmiente y El Cascanueces, bajo la dirección artística del argentino Jorge Amarante, que a la par de su carrera como bailarín, se ha destacado por su trayectoria de coreógrafo, reposición de obras del repertorio clásico, ha sido parte del jurado de diversos concursos de danza y ha sido invitado en diferentes compañías latinoamericanas
Esta compañía es la más famosa de México

## Obras
Algunas de las representaciones en escena del Ballet de Monterrey incluyen:
- Mademoiselle de M
- Le Papillon
- Paquita
- Raymonda (3.er Acto)
- Coppelia
- El Lago de los Cisnes
- El Cascanueces
- Giselle
- La Vivandiere
- La Bayadère
- Don Quijote
- La Bella Durmiente
- Pas de Deux como: El Corsario, Diana y Acteón, Grand Pas Classique y Flamas de París
- Romeo y Julieta

## Logotipo
En 2019, la compañía decidió actualizar y rediseñar la identidad de la marca creando un nuevo logotipo y un nuevo sistema de comunicación, demostrando que lo clásico no significa anticuado, sino que está intrínsecamente conectado a la cultura moderna. El rediseño de marca estuvo a cargo de Brands&People.

## Directores Artísticos
Desde su fundación hasta la fecha, se muestran a continuación los directores artísticos del Ballet de Monterrey:
- Ann Marie D´Angelo (1990 - 1995)
- Fernando Alonso (1995)
- Fernando Bujones (1995 - 1998)
- Kouloubek Ishenaliev (1998 - 2003)
- Robert Hill (2003 - 2007)
- Luis Serrano (2007 - 2014)
- Jorge Amarante (2014-2016)
- José Manuel Carreño ( 2016- 2018)
- Luis Serrano (2019 - 2021)
- Thiago Soares (2021 - 2023)
- Yosvani Ramos (2024 - )

## Escuela de Ballet de Monterrey
El Ballet de Monterrey, en su búsqueda del desarrollo de los nuevos talentos dancísticos, funda la Escuela de Ballet de Monterrey que ofrece clases de técnica, puntas, repertorio, dúo clásico, jazz y danza contemporánea para un grupo limitado de jóvenes de 7 años en adelante que comparten instalaciones, maestros y un alto nivel técnico con el Ballet de Monterrey. La admisión de los alumnos varía de acuerdo a la edad, a la preparación previa y a las habilidades artísticas de cada uno.